# Lluïsa Duran Cama
Lluïsa Duran Cama (Sant Feliu de Guíxols, 1899 - La Bisbal, 1983) va ser una llibretera i activista política i cultural catalana represaliada pel franquisme.
Nascuda a Sant Feliu de Guíxols, va ser filla de Narcís Duran Juera i Cristina Cama. El seu pare, pedagog, maçó, anticlerical, federalista, promotor del cooperativisme i de l'escola racionalista, va ser alcalde de Sant Feliu durant el període 1912-1919. El fet de créixer en una família de mentalitat oberta, va permetre a Lluïsa Duran no patir discriminació per raó de sexe i poder adquirir un gran bagatge cultural. Del 1920 al 1927, va exercir de mestra auxiliar a les escoles municipals.
El 1926 es va casar amb el músic Gaietà Hugas Callol, fill de Juan Hugas Pascual, alcalde de l'Escala. El seu padrí de noces va ser Josep Irla i Bosch. El 1927 va néixer el seu fill Joan Hugas Duran, que el 1981 va esdevenir el primer alcalde democràtic de la Bisbal.
El 1931, la parella Hugas-Duran es va traslladar a la Bisbal d'Empordà per fer-se càrrec de la llibreria Bahí, a les voltes, que des de llavors es va anomenar Llibreria Hugas.
Durant la Guerra Civil espanyola, les seves idees federalistes i catalanistes la van portar a col·laborar com a secretària del sindicat CNT.
El 1939, amb la derrota del bàndol republicà, va ser detinguda, rapada, humiliada i passejada, entre dos guàrdies civils, pels carrers de la Bisbal, essent l'única dona d'aquella ciutat que va ser sotmesa a un consell de guerra sumaríssim, acusada de rebel·lió militar i condemnada a presó perpètua. Va estar reclosa a les presons de Girona (Seminari i Adoratrius), a la presó de dones de Les Corts de Barcelona, a la presó de Palma i a la presó d'Amorabieta, coneguda com El cementerio de las vivas. El 1945 li van commutar la pena i va tornar a la Bisbal amb llibertat vigilada fins al 1961.
Durant la dictadura franquista, va tornar a la seva feina de llibretera i malgrat la repressió, la llibreria Hugas va esdevenir com una petita biblioteca on es feien tertúlies culturals i s'hi podien trobar escrits en català.
Abans de morir, el 1983, va deixar escrites unes memòries en català, que es conserven a l'Arxiu Comarcal del Baix Empordà, on quedava reflectit el seu pensament humanista i les seves vivències a la presó.
El 2017, La Bisbal d’Empordà la va homenatjar donant el seu nom a la biblioteca.